# Xã Conemaugh, Quận Cambria, Pennsylvania
Xã Conemaugh (tiếng Anh: Conemaugh Township) là một xã thuộc quận Cambria, tiểu bang Pennsylvania, Hoa Kỳ. Năm 2010, dân số của xã này là 2.012 người.